# João Rebello
João Rebello Fernandes, também conhecido como John Woo e DJ Vunje (Rio de Janeiro, 25 de abril de 1979 – Porto Seguro, 24 de outubro de 2024) foi um ator mirim brasileiro, que atuou em filmes e em novelas da Rede Globo. Era sobrinho do ator e diretor Jorge Fernando e neto da atriz Hilda Rebello.

## Carreira
João Rebello era considerado como um dos atores mirins mais populares nas décadas de 1980 e 1990. Seu primeiro papel na TV foi na telenovela Cambalacho de 1986, dividindo cena com Fernanda Montenegro, que interpretou sua mãe adotiva. Em seguida, na novela Bebê a Bordo de 1988, interpretou o garoto Juninho, que era filho do personagem protagonista, vivido pelo ator Tony Ramos. Em 1991, em Vamp, interpretou um dos seus personagens mais populares, o menino Sig. Sig era um garoto intelectualizado, filho de Carmem Maura (Joana Fomm), que usou a sua inteligência para derrotar o mal, na figura do vampiro Vlad, interpretado pelo ator Ney Latorraca. Esse personagem foi tão popular que João era reconhecido pelos fãs mesmo muitos anos após se afastar da TV. Em 1992 foi a vez de dar vida ao garoto de rua Nicolau, que era adotado pela socialite Baby, papel desempenhado pela atriz Glória Menezes.. Atuou também em novelas como Vira Lata (1996) e Zazá (1997).
No teatro, sua atuação foi elogiada pela crítica ao interpretar o personagem Dragãozinho, na peça infantil Os Dragões, de Vinícius Márquez e Ronaldo Tasso.
No cinema, protagonizou o filme Miramar (1997), de Júlio Bressane. O adolescente Miramar encontra refúgio nas câmeras, para atenuar suas angústias, após o suicídio dos pais (interpretados por Diogo Vilela e Louise Cardoso) e encontra o amor pelo cinema. Durante o 30º Festival de Brasília (1997) esse filme foi premiado com o Troféu Candango nas categorias Melhor Diretor e Melhor Filme Longa-Metragem.
Nos anos 2000, João direcionou sua carreira como DJ e diretor de clipes musicais. Passou a utilizar o codinome John Woo. Dentre os videoclipes dirigidos por João pode-se citar À Procura da Batida Perfeita, de Marcelo D2; e Hoje e Te Ensinei Certin, de Ludmilla. O videoclipe dessa última canção foi indicado ao prêmio Melhor Clipe TVZ no Prêmio Multishow de Música Brasileira 2015. Também dirigiu programas de TV, como o Sex Shake exibido pelo canal Multishow entre 2008 e 2010.

## Morte
Em 24 de outubro de 2024, João Rebello foi assassinado a tiros enquanto estava em seu carro na Praça da Independência, em Trancoso, destino turístico popular no extremo sul da Bahia, tudo indica é que ele tenha sido confundido com algum criminoso. As testemunhas disseram que dois homens em uma motocicleta se aproximaram do carro, atiraram à queima-roupa e fugiram. Dois dias depois, a Polícia Civil da Bahia declarou que não havia indícios de que João Rebello, estivesse envolvido em qualquer atividade criminosa. Segundo a polícia, a investigação sobre o assassinato do ex-ator mirim da Globo leva à "impossibilidade de qualquer envolvimento da vítima em atividade criminosa". Em 28 de outubro, a Polícia Civil da Bahia identificou os dois suspeitos do assassinato de João Rebello. As investigações indicaram que a vítima foi morta por engano. Em 30 de outubro, a Justiça da Bahia determinou a prisão preventiva de três homens suspeitos de matar João Rebello. Em 31 de outubro, um dos dos suspeitos de matar João Rebello, Wallace Santos Oliveira, se entregou à polícia em Trancoso, distrito turístico de Porto Seguro, no extremo sul da Bahia, acompanhado de um advogado. Em 20 de dezembro, dois suspeitos de envolvimento na morte de João Rebello foram mortos em trocas de tiros com a Polícia Militar em Arraial d'Ajuda, distrito turístico de Porto Seguro, na Bahia.

## Telenovelas
- 1986 - Cambalacho .... Maneco, um dos filhos adotados de Naná[23]
- 1988 - Bebê a Bordo .... Juninho, filho do casal Tonico e Soninha[23]
- 1989 - O Sexo dos Anjos .... Cuca, o garoto de 9 anos, filho de Renato[24]
- 1991 - Vamp .... Sig (Sigmund de Araújo Góes), um dos filhos de Carmen Maura[23]
- 1992 - Deus Nos Acuda .... Nicolau, um menino que vivia em situação de rua[23]
- 1995 - Malhação .... Caco
- 1996 - Vira Lata .... Nilo (Danilo Voss Visconti), filho de Val e Ângelo[25]
- 1997 - Zazá....Baby (Abelardo Bianco), o surfista[23]

## Filmes
- 1995 - O Mandarim
- 1997 - Miramar

## Programas de televisão
- 2013 - Divertics[26]